# Gustav Robert Oexle

Gustav Robert Oexle

Gustav Robert Oexle (* 2. Oktober 1889 in Sipplingen; † 25. April 1945 in Nußdorf) war ein deutscher Parteifunktionär der  (NSDAP).

## Leben und Wirken

### Frühes Leben
Oexle wurde als Sohn eines Tagelöhners in Sipplingen, in der Nähe von Überlingen am Bodensee, geboren und schon als Schüler ein Vollwaise. Nach dem Besuch der Volksschule verdiente Oexle von 1904 bis 1909 seinen Lebensunterhalt als Fabrikarbeiter.
1909 trat Oexle in die Kaiserliche Marine ein. In den folgenden Jahren diente er auf dem Großlinienschiff Nassau und dem Kleinen Kreuzer Augsburg sowie an der Schiffsartillerieschule in Sonderburg. Von April 1913 bis zum 8. Dezember 1914 nahm Oexle als Geschützführer und Rollenschreiber auf dem Kleinen Kreuzer Leipzig an der Weltreise dieses Schiffs teil.

### Erster Weltkrieg
Wenige Monate nach dem Ausbruch des Ersten Weltkriegs nahm Oexle Ende 1914 auf der Leipzig mit dem Ostasiengeschwader unter Vizeadmiral Graf Spee am Seegefecht bei den Falklandinseln teil. Er überlebte die Vernichtung des Geschwaders, weil er von den Briten vor dem Ertrinken gerettet wurde, und war dann bis 1916 als Kriegsgefangener in einem englischen Lager.
Nach seiner Entlassung aus der Gefangenschaft amtierte Oexle von 1916 bis 1917 als deutscher Internierungsortschef in der Schweiz. Im Verlauf des Jahres 1917 kehrte Oexle nach Deutschland zurück, wo er eine Anstellung im Personalbüro der 2. Matrosen-Division fand.
Bis zum Ende des Ersten Weltkrieges erhielt Oexle die folgenden Auszeichnungen: Das Eiserne Kreuz beider Klassen, das Ehrenkreuz des Königlichen Hausordens von Hohenzollern mit Schwerten, das Preußische Verdienstkreuz für Kriegshilfe, die fünfzehnjährige Dienstauszeichnung und das Verwundetenabzeichen.

### Weimarer Republik
In den ersten Nachkriegsmonaten – November 1918 bis zum 1. März 1920 – stand Oexle der Hauptregistratur des Seemännischen Personalamts der Marinestation der Nordsee vor. 1919 nahm er außerdem an den Freikorpskämpfen in Wilhelmshaven teil. 1919/1920 besuchte Oexle zusätzlich dazu die Militäranwärterschule, die er mit bestandenem Anwärterexamen für den mittleren Eisenbahn-, Zoll- und Verwaltungsdienst verließ.
1920 wurde Oexle als Verwaltungsassistent in das Badische Bezirksamt in Überlingen aufgenommen. Ab 1921 gehörte Oexle auch der Organisation Damm bis zu deren Auflösung im Jahr 1929 an und wurde 1922 aufgrund seiner Aktivitäten in diesem rechtsextremen Freikorps aus dem Bezirksamt entlassen. Er wohnte ab diesem Zeitpunkt bis zu seinem Freitod im Jahr 1945 bei der Familie Lang, die eine Pension in Nussdorf führte und später eine Anlaufstelle für Anhänger der NSDAP wurde. Er wurde in der Familie Lang bald als einen "Pflegesohn" angesehen und blieb immer eng verbunden mit der älteren, ledigen Tochter der Familie. Margarete Lang wurde in Überlingen später Kreisfrauenschaftsleiterin und starb 1944 bei einem vom NS-Kreisleiter Ernst Bäckert verursachten Autounfall, woraufhin Oexle innerhalb der NS-Bürokratie durchsetzte, dass es zu einem ordentlichen Gerichtsverfahren kam.
Ab 1922 war Oexle Ratsschreiber der Gemeinde Nußdorf am Bodensee. Zum 1. Mai 1930 trat er der NSDAP bei (Mitgliedsnummer 245.740) und war Mitbegründer der ersten NSDAP-Ortsgruppe im Bezirk Überlingen. Schon ab 1930 war er Ortsgruppenleiter der Partei, bald darauf Kreisleiter und Gauredner.

### NS-Zeit
Nach der nationalsozialistischen „Machtergreifung“ Anfang 1933 wurde Oexle zunächst Mitglied des Badischen Landtags, dem er bis zur Auflösung dieser Körperschaft im Herbst desselben Jahres angehörte.
Von November 1933 an fungierte Oexle als Parteifunktionär der NSDAP als Reichshauptamtsleiter und unter der Bezeichnung „Sonderbeauftragter des Stellvertreters des Führers“ als Mitglied im Stab von Rudolf Heß.
Im September 1934 zog Oexle im Nachrückverfahren für den verstorbenen Abgeordneten Otto Maier in den Reichstag ein, in dem er bis zum Ende der NS-Herrschaft im Frühjahr 1945 den Wahlkreis 31 (Württemberg) vertrat.